# جیمز فارلی (بازیگر)
جیمز فارلی (انگلیسی: James Farley؛ ‏ ۸ ژانویهٔ ۱۸۸۲ – ۱۲ اکتبر ۱۹۴۷) بازیگر اهل ایالات متحده آمریکا بود.
از فیلم‌ها یا برنامه‌های تلویزیونی که وی در آن نقش داشته‌است، می‌توان به جنایت بی‌نقص، ارابه‌های جنگی، جنرال، روزهای بهشتی و دخترک رام‌نشده  اشاره کرد.